# 오스트레일리아 왕립 연대
오스트레일리아 왕립 연대는 오스트레일리아의 보병부대이다.

## 역사
오스트레일리아 왕립 연대는 1948년에 창설되었다.

## 예하 부대

### 제3대대
왕립 오스트레일리아 연대 제3대대 (영어: 3rd Battalion, Royal Australian Regiment) 또는 줄여서 3 RAR은 오스트레일리아 육군의 기계화보병 대대로, 왕립 오스트레일리아 연대 소속의 제1대대와 제3대대를 배속시켜 오스트레일리아 제3여단을 구성하고 있다. 본부는 타운즈빌의 가평 라인에 있다. 제3RAR의 역사는 1945년부터 시작되었으며, 일본, 대한민국, 말라야, 보르네오, 남베트남, 동티모르, 솔로몬 제도, 아프가니스탄, 이라크 등지에서 작전을 수행했다.